# The Metal Opera Part II
The Metal Opera Part II é o segundo álbum de estúdio do projeto metal opera de Tobias Sammet, Avantasia. É uma sequência do disco anterior, The Metal Opera, e ambos foram escritos ao longo de um ano, começando no último trimestre de 1998. Ambos foram produzidos de outubro de 1999 a junho de 2000, com os trabalhos sendo interrompidos por alguns meses para que Tobias pudesse produzir The Savage Poetry com sua outra banda, Edguy.

## Enredo
Gabriel ainda não se dá por satisfeito. Ele quer saber mais sobre Avantasia e, assim, Elderane o envia à Árvore do Conhecimento. Lá, Gabriel tem a visão de Bruder Jakob submetido a grandes dores em um lago de chamas ("The Final Sacrifice"). Elderane conta a ele sobre um grande cálice dourado nas catacumbas de Roma, local em que se encontram presas um incontável número de almas torturadas, e o avisa da Besta que guarda o cálice. Apesar da tentativa do elfo de desencorajá-los, Gabriel e Regrin voltam ao mundo humano. Eles encontram o cálice e o derrubam, para que as várias almas possam escapar ("Chalice of Agony"). A Besta desperta e os ataca; o anão é morto, mas Gabriel consegue escapar.
Após, Gabriel retorna para Vandroiy, que o estava esperando. O Druida cumpre com sua parte do acordo e se infiltra na prisão à noite para libertar Anna. Lá ele encontra um Bruder Jakob mais "refinado", que planeja fazer o mesmo. Falk Von Kronber, que estava tendo suas próprias dúvidas ("Memory"), os apanha e se aproxima para prendê-los. Isso os leva a uma luta em que Kronberg mata Vondroiy, mas é assassinado por Bruder Jakob. Então, Anna escapa e retorna para Gabriel, seguindo rumo ao seu futuro desconhecido ("Into the Unknown").

## Faixas
1. "The Seven Angels" – 14:17
2. "No Return" – 4:29
3. "The Looking Glass" – 4:53
4. "In Quest For" – 3:54
5. "The Final Sacrifice" – 5:02
6. "Neverland" – 5:00
7. "Anywhere" – 5:29
8. "Chalice of Agony" – 6:00
9. "Memory" – 5:44
10. "Into the Unknown" – 4:29

## Créditos
| Vocalistas - Tobias Sammet (Edguy) - Gabriel Laymann - Michael Kiske (Helloween) - Druida Lugaid Vandroiy - David DeFeis (Virgin Steele) - Frei Jakob - Sharon den Adel (Within Temptation) - Anna Held - Rob Rock (ex-Impellitteri, Carreira Solo) - Bispo Von Bicken; - Oliver Hartmann (ex-At Vance) - Clemens IIX - Andre Matos (ex-Viper, Angra e Shaman, Carreira solo) - Elfo Elderane - Kai Hansen (Gamma Ray) - Regrin, o Anão - Timo Tolkki (Stratovarius) - Misteriosa Voz da Torre - Bob Catley (Magnum) - Árvore da Sabedoria - Ralf Zdiarstek (Warrior) - Oficial de justiça Falk Von Kronberg | Instrumentistas - Henjo Ricther (Gamma Ray) - Guitarra - Jens Ludwig (Edguy) - Guitarra - Norman Meiritz - Guitarra - Markus Grosskopf (Helloween) - Baixo - Eric Singer (Kiss) - Bateria - Alex Holzwarth (Rhapsody of Fire) - Bateria - Tobias Sammet (Edguy) - teclado, Orquestrações e Baixo - Frank Tischer - Piano - Timo Tolkki - (Stratovarius) - guitarrista ("The Seven Angels" "Anywhere" e "Into the Unknown") |

## Paradas
| Parada                                | Maior colocação |
| ------------------------------------- | --------------- |
| Finlândia (Suomen virallinen lista)   | 26              |
| França (SNEP)                         | 64              |
| Alemanha (Offizielle Deutsche Charts) | 17              |
| Suécia (Sverigetopplistan)            | 17              |
| Suíça (Schweizer Hitparade)           | 94              |